# 青森県道156号福山五所川原線
青森県道156号福山五所川原線（あおもりけんどう156ごう ふくやまごしょがわらせん）は、青森県五所川原市を通る一般県道である。

## 概要
五所川原市大字福山で国道101号から分岐し、津軽自動車道に並行しながら北上する。五所川原市米田篠原で西へ左折して五所川原市田町で国道339号に接続する。
起点では国道101号を東へ200 mのところに津軽自動車道五所川原東IC、五所川原市米田篠原で東へ市道を右折すると五所川原ICと接続する。

### 路線データ
- 起点 : 五所川原市大字福山[1]（国道101号交点）
- 終点 : 五所川原市[1]（国道339号交点）

## 歴史
- 1961年（昭和36年）2月10日 - 県道に認定される[1]。

## 路線状況

### 重複区間
- 五所川原広域農道 : 起点 - 五所川原市米田篠原

## 地理

### 交差する道路
- 国道101号（五所川原市大字福山、起点）
- 青森県道157号松野木姥萢線（五所川原市大字水野尾）
- 国道339号（五所川原市田町、終点）
- 国道101号・青森県道154号妙堂崎五所川原線（終点を直進して100 mで接続）

### 沿線の施設
- ごしょつがる農業協同組合（本店・中央りんごセンター・新鮮館）
- ローソン五所川原野里店
- アクロスプラザ
- エルムの街